# FK Satoern Ramenskoje

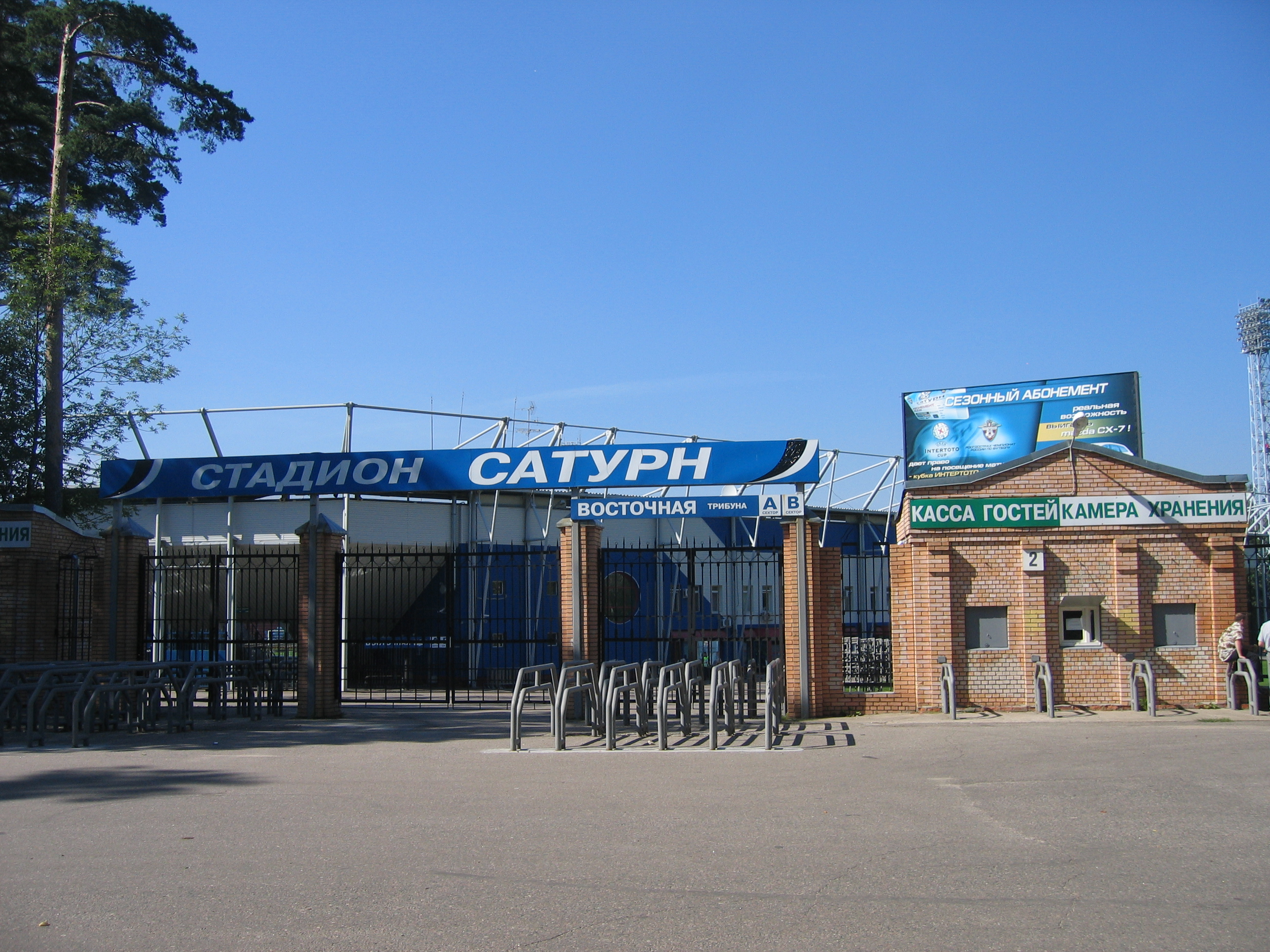
Stadion

FK Satoern Ramenskoje (kortweg FK Satoern) (Russisch: Фк Сатурн Ра́менское) is een Russische voetbalclub uit Ramenskoje, een voorstad van de hoofdstad Moskou in de oblast Moskou.

## Geschiedenis
De club werd in 1946 opgericht als Panel Ramenskoje en werd in 1951 Krylja Sovjetov Ramenskoje. In 1958 veranderde de naam in Troed Ramenskoje en de naam Satoern werd in 1960 aangenomen. In 2000 ging de club Satoern Moskou Oblast heten en van 2002 tot 2004 heette de club Satoern-REN TV vanwege de sponsor. Na seizoen 2010 werd besloten om het team te ontbinden.
Satoern speelde van 1999 tot en met 2010 in de Premjer-Liga met een vijfde plaats in 2007 als beste resultaat. Begin 2011 ging de club failliet. Het tweede team bleef wel bestaan. In 2014 werd de club nieuw leven ingeblazen.

## Satoern-2
In 1991 werd in Dolgoprudny FK Kosmos Dolgoprudny opgericht. In het seizoen 1993 werd als FK Kosmos-Kvest gespeeld. In 1999 verhuisde de club naar Elektrostal en in 2003 naar Jegorjevsk. Daar werd de club in 2004 een onafhankelijke zusterclub van FK Satoern onder de naam Satoern Jegorjevsk. De club diende voor jeugdspelers en talenten die nog tekortkwamen voor het eerste elftal van Satoern. In 2008 verhuisde de club naar Zjoekovski en ging als Satoern-2 Zjoekovski spelen. Sinds 2010 is de naam  Satoern-2 Moskou Oblast. Satoern-2 speelt anno 2011 in de Russische Tweede Divisie.
Op 12 oktober 2011 liet de club de toevoeging 2 vallen en heet de club weer FK Satoern.

## In Europa
#R = #ronde 
| Seizoen | Competitie    | Ronde | Land               | Tegenstander       | Score       |
| ------- | ------------- | ----- | ------------------ | ------------------ | ----------- |
| 2008    | Intertoto Cup | 2R    | Vlag van Luxemburg | Etzella Ettelbruck | 7-0, 1-1    |
|         |               | 3R    | Vlag van Duitsland | VfB Stuttgart      | 1-0, 0-3 nv |

## Bekende (ex-)spelers
- Benoît Angbwa
- Javier Delgado
- Ján Ďurica
- Aleksej Jerjomenko
- Baffour Gyan
- Martín Hidalgo
- Evgeniy Levchenko
- Daniel Montenegro
- Solomon Okoronkwo
- Winston Parks
- Radu Rebeja
- Simon Vukčević